# Xã Bradley, Quận Jackson, Illinois
Xã Bradley (tiếng Anh: Bradley Township) là một xã thuộc quận Jackson, tiểu bang Illinois, Hoa Kỳ. Năm 2010, dân số của xã này là 1.951 người.